# Decotto

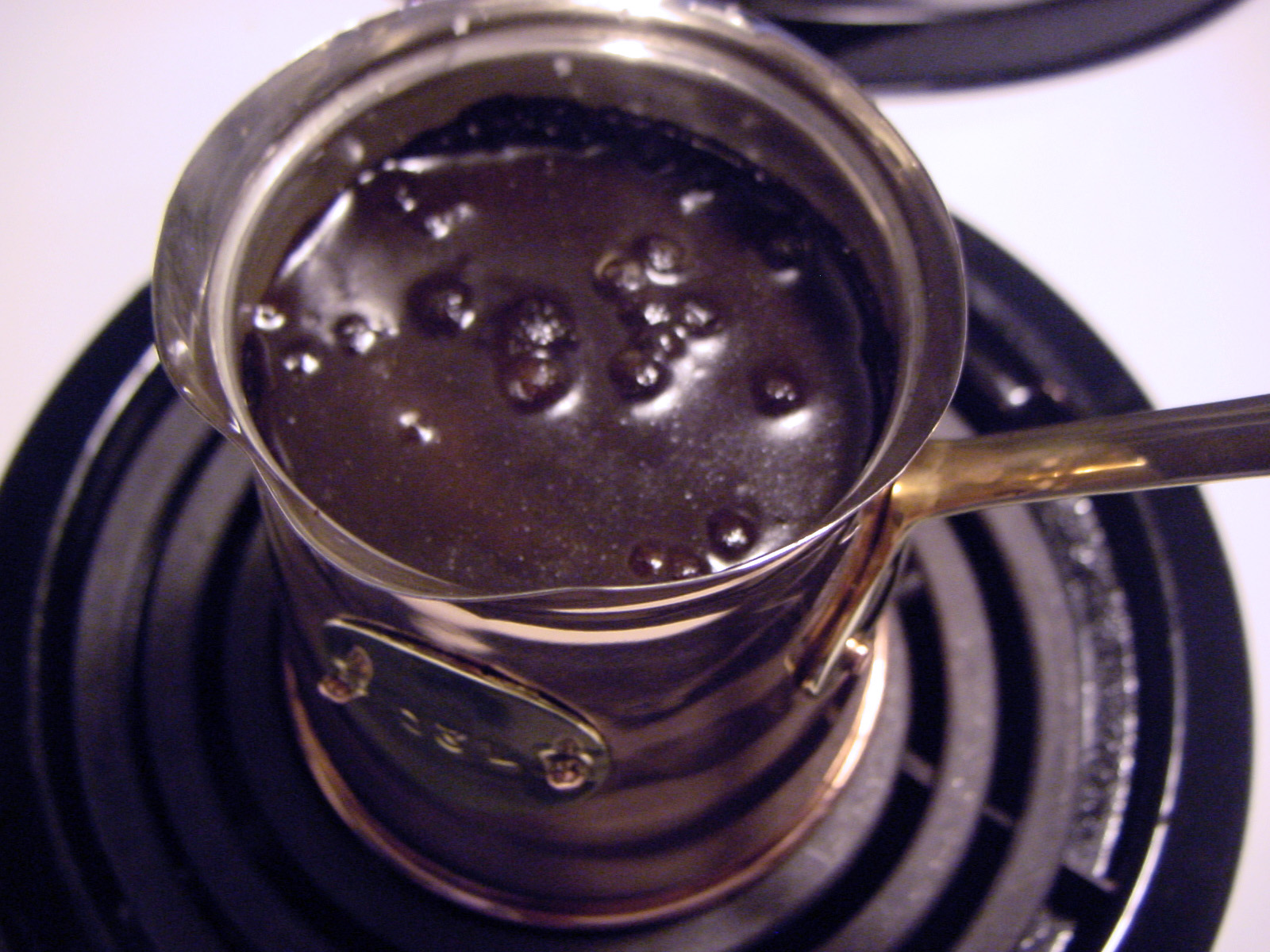
Caffè turco ad inizio ebollizione. Il metodo della decozione è stato uno dei metodi principali per fare il caffè, tuttavia ad oggi il più frequente è il metodo della percolazione.

Il decotto è una forma di tisana prodotta tramite decozione. Quest'ultimo genericamente è un metodo utilizzato per estrarre i principi attivi o gli aromi, purché non siano termolabili, dalle parti di piante officinali o alimenti che risultano essere più duri, come radici, semi, corteccia o legno.

## Preparazione
Per preparare un decotto si utilizzano le parti d'interesse della pianta, opportunamente tagliate, e le si mettono nel recipiente di cottura insieme a dell'acqua (a temperatura ambiente).
Successivamente, il tutto viene portato ad ebollizione a fuoco lento e vi viene mantenuto per un periodo variabile, in genere tra i due ed i quindici minuti.
Alla fine, lo si lascia stiepidire per circa quindici minuti, si filtra il liquido con un colino ed è pronto all'uso.
A differenza dell'infusione con la quale è spesso confusa, nella decozione le parti della pianta da cui estrarre le sostanze volute sono immerse nell'acqua a temperatura ambiente. Se sono immerse nell'acqua già portata a temperature elevate allora si parla di infusione.

## Etimologia del termine
Il termine risale ad un periodo tra il 1350 e il 1400 e viene dal participio passato del verbo latino decoquere (che significa ridursi), de "da" + coquere "cuocere".

## La decozione nella birrificazione
La birrificazione con decozione è il tradizionale sistema tedesco in cui i gradi di temperatura dell'ammostamento sono realizzati facendo di volta in volta bollire parte del mosto. Rispetto agli altri sistemi di ammostamento (ad esempio quello ad infusione) presenta i seguenti vantaggi:
- il gusto della birra così realizzata diventa più "pieno" e complesso
- la bollitura consente di coagulare meglio le proteine e la birra diventa più limpida
- l'efficienza dell'estrazione degli zuccheri è maggiore
- si può fare l'ammostamento in contenitori che non vanno sul fuoco (ad esempio in contenitori di plastica)

Tra gli svantaggi vi è invece:
- tempi di ammostamento più lunghi
- maggiore fatica, in quanto è necessario mescolare in continuazione per evitare che il mosto bruci sul fondo della pentola
- se il pH del mosto è maggiore di 5.7 ci possono essere estrazioni indesiderate di tannini durante la bollitura

Per il calcolo della parte di mosto che deve essere bollito a parte e che - miscelato - deve portare il tutto ad una data temperatura, esiste la seguente formula:
{\displaystyle F={\frac {(T_{1}-T_{0})\cdot 100}{T_{B}-T_{0}-X}}}
Dove:
{\displaystyle F} è la percentuale di mosto che si deve bollire
{\displaystyle T_{B}} è la temperatura di bollitura del mosto (ovvero 100 °C)
{\displaystyle T_{0}} è la temperatura di partenza
{\displaystyle T_{1}} è la temperatura richiesta
{\displaystyle X} si riferisce al calo di temperatura (dipende principalmente dall'attrezzatura); una buona approssimazione è 10 °C.